# Joseph Le Jeune
Elie Joseph Grégoire Le Jeune (Antwerpen, 22 augustus 1818 - Baden-Baden, 3 november 1875) was een Belgisch edelman.

## Levensloop
Le Jeune was een zoon van André Le Jeune en Jeanne Dubois. Hij trouwde in 1848 in Baden-Baden met Nathalie Gloeckler (1824-1901) uit Karlsruhe en ze kregen drie kinderen.
Hij werd consul van België in Baden-Baden. In 1874 werd hij opgenomen in de Belgische erfelijke adel, met de titel baron, overdraagbaar op alle afstammelingen.
De oudste zoon, André Edouard Le Jeune (Antwerpen, 1849 - Batoemi (Georgië), 1905), trouwde in 1894 in Koetaisi (Georgië) met Augustine de Watzka (1866-1943). Ze kregen drie kinderen. Een zoon, Edouard Le Jeune (Batoemi, 1900 - Novorossiejsk (Rusland), 1920), was soldaat in het Britse leger.
De jongste zoon van André, Etienne Le Jeune (Batoemi, 1902 - Charleroi, 1971), trouwde in 1933 in Mont-sur-Marchienne met Nelly Limborg (1907-1983). Die hun enige zoon, Edouard Le Jeune (Charleroi, 1936- ), trouwde in 1970 in Washington (gescheiden in 1985) met Renata Funk (°1938). Het echtpaar kreeg twee dochters, zodat het vooruitzicht van uitdoven van deze adellijke familie reëel is.
De familie was nogal internationaal gericht, zoals blijkt uit de plaatsen van geboorten en huwelijken, alsook uit de namen van echtgenoten.